# Карапетян, Алексан Амбарцумович
Алекса́н Амбарцу́мович Карапетя́н (арм. Ալեքսան Կարապետյան, 28 марта 1950, Ереван — 9 марта 2015, Ереван) — советский и армянский политический деятель.

## Биография
28 марта 1950 года родился в Ереване.
- 1969—1974 — Ереванский политехнический институт. Инженер-экономист.
- 1986—1989 — Бакинская высшая партийная школа при ЦК КПСС.
- 1974—1976 — работал старшим лаборантом кафедры инженерной гидрологии Ереванского политехнического института, одновременно секретарь комитета ЛКСМ инженерностроительного факультета.
- 1976—1980 — второй, затем первый секретарь комитета ЛКСМ Ереванского политехнического института.
- 1980—1985 — второй, затем первый секретарь парткома ПСМО «Ереванстрой».
- 1985—1990 — инструктор отдела строительства и городского хозяйства, затем социально-хозяйственного отдела ЦК КПА.
- 1991—1992 — начальник управления АО «Прометей-Закнефтегазстрой».
- 1992—1995 — работал заместителем начальника, директором коммерческого центра СМО «Горстрой».
- 1995—1996 — председатель ООО «АК и К».
- 1996—1999 — генеральный директор армяно-болгарского СП «Армболинвест».
- 1999—2003 — депутат парламента. Член постоянной комиссии по финансово-кредитным, бюджетным и экономическим вопросам. Член фракции «Право и единение».
- 2003—2007 — вновь депутат парламента. Член постоянной комиссии по социальным вопросам, по вопросам здравоохранения и охраны природы. Секретарь, первый заместитель председателя партии «Национальное единение». Член делегации Армении на парламентской ассамблее НАТО.
- С 2007 — первый заместитель председателя партии «Национальное единение».
- С 2012 — заместитель министра градостроительства Армении.
- 5 августа 2014 — освобождён от должности заместителя министра градостроительства Армении по собственному желанию.

Скончался 8 марта 2015 года в Ереване.